# Rubredoxina
Las rubredoxinas son una clase de proteínas de bajo peso molecular que contienen hierro y se encuentran en bacterias y arqueas que metabolizan azufre. A veces son clasificadas como proteínas hierro-azufre; sin embargo, no contienen azufre inorgánico. Como los citocromos, ferredoxinas y proteínas de Rieske, las rubredoxinas participan en la transferencia de electrones en los sistemas biológicos.

## Estructura

Representación del sitio activo de la rubredoxina.

Se han resuelto varias estructuras tridimensionales de rubredoxinas. El plegamiento es de tipo α+β, con dos hélices alfa y dos a tres láminas beta. El sitio activo de la rubredoxina contiene un hierro coordinado con el azufre de cuatro residuos de cisteínas muy conservados formando casi un tetraedro regular. Esta estructura es a veces denominada [1Fe-0S] o sistema Fe1S0, en analogía con la nomenclatura de las proteínas hierro-azufre.
Las rubredoxinas llevan a cabo el proceso de transferencia de un electrón.  El átomo central de hierro cambia su estado de oxidación entre +2 y +3.  En ambos estados de oxidación el metal se mantiene con un espín alto, lo que ayuda a minimizar los cambios estructurales. El potencial de reducción de la rubredoxina se encuentra en el rango de +50 mV a -50 mV.
Esta proteína hierro-azufre es un transportador de electrones, y es fácil de distinguir los cambios en su centro metálico: el estado oxidado es rojizo (debido a la transferencia de cargas en el ligando del metal), mientras que el estado reducido es incoloro (debido a que la transición de electrones tiene una energía de nivel infrarrojo, imperceptible para la vista humana).

## Función
Muchas de las rubredoxinas son bioquímicamente caracterizadas hasta ahora se derivan de bacterias reductoras de sulfato. Estas bacterias requieren portadores de electrones con potenciales de reducción entre -400 y -200 mV (frente electrodo de hidrógeno estándar). Sin embargo, otros sistemas han sido descubiertas en el rubredoxina puede actuar como donador de electrones. El primero en ser descubierto era el papel como la enzima oxidorreductasa rubredoxina-oxígeno donante de electrones, cuando se descubrió que la bacteria anaeróbica Desulfovibrio gigas supuestamente pueden utilizar realmente dioxígeno como aceptor final de electrones acoplada a la oxidación de NADH.  Otro sistema consiste en la desintoxicación de superóxido en microorganismos anaerobios y microaerofílicos, rubredoxina actuando como el donante de electrones para la reductasa superóxido enzima

## Las proteínas que contienen dominios de tipo rubredoxina
Algunas proteínas tienen dominios de proteínas similares con devanado de la estructura tridimensional rubredoxina, incluyendo la presencia de centro de hierro. Un ejemplo es rubreritrina, cuya función no se ha establecido completamente, pero está relacionado con las especies reactivas de oxígeno desintoxicantes. Otra proteína, similar a rubreritrina es la reductasa de óxido nítrico de Escherichia coli

## El rubredoxina como un modelo estructural y funcional
Debido a su pequeño tamaño y facilidad de expresión, rubredoxinas se utilizan como modelos para entender ciertas características estructurales y funcionales de metaloproteínas. El cambio de aminoácidos cerca del centro de hierro ayuda a entender el papel de la proteína en las propiedades de transferencia de electrones.  Al ser capaz de cambiar su estado de oxidación sólo entre estados de hierro (II) y hierro (III) es una proteína sencilla estudiado por espectroscopía Mössbauer y resonancia paramagnética electrónica